# Граткорн (футбольный клуб)
«Граткорн» (нем. Fußball Club Gratkorn) — австрийский футбольный клуб из города Граткорн, выступающий в австрийской Первой лиге. Основан в 1921 году. Домашние матчи проводит на стадионе «Шпортштадион Граткорн», вмещающем 3000 зрителей.

## История
Клуб был основан в 1921 году и впервые принял участие в региональной лиге Австрии в 1936 году. В 1996 году он стал чемпионом региональной лиги четвёртого дивизиона, а затем продолжил выступления в третьем дивизионе. В сезоне 2003/04 клуб под руководством тренера Михаэля Фукса финишировал на первом месте в региональной лиге, опередив «Хартберг», и таким образом поднялся во второй дивизион.
В сезоне 2004/05 клуб выступал в Первой лиге, «Граткорн» занял пятое место в каждом из следующих двух сезонов. Своего пика клуб достиг в сезоне 2007/08, заняв второе место в турнирной таблице после «Капфенберга». В сезоне 2010/11 после семи лет выступлений в Первой лиге клуб снова опустился в региональную лигу.
26 июня 2013 года клуб объявил о банкротстве. Простроченная задолженность составляла около 480 000 евро, в том числе около 170 000 евро по кредитам банка, около 170 000 евро по налоговым долгам и 123 000 евро по гонорарам игрокам и тренерам. Клуб пояснил нехватку средств вылетом из Первой лиги и связанной с этим потерей доходов от трансляций матчей. 23 сентября 2015 года было объявлено, что клубу удалось пройти процесс санации, и конкурсный управляющий Норберт Шеербаум перестал осуществлять внешнее управление.

## Достижения
2-е место в Австрийской Первой лиге: (1)
- 2007-2008